# Irina Poliakova
Irina Vasílievna Poliakova (en ruso: Ирина Васильевна Полякова; 9 de marzo de 1961) es una ex esquiadora de fondo y biatleta paralímpica rusa. Ha competido en los Juegos Paralímpicos de Invierno en 1998, 2002, 2006 y 2010 representando a Rusia. La BBC la incluyó en su lista 100 Women en 2015.

## Trayectoria
Irina Poliakova empezó a practicar el esquí y el biatlón a los 35 años, más tarde de lo habitual. Representó a Rusia en los Juegos Paralímpicos de Invierno de 1998 con 37 años. Consiguió su primera medalla paralímpica, de plata, en la prueba por equipos de relevos de esquí de fondo femenino en los Juegos Paralímpicos de Invierno de 2002. Poliakova también formó parte del equipo de relevos ruso que obtuvo la medalla de oro en el evento abierto de relevos femenino en los Juegos Paralímpicos de Invierno de 2006.
Después de retirarse del esquí internacional en 2011, comenzó su carrera como entrenadora.